# 272746 Paoladiomede
272746 Paoladiomede è un asteroide della fascia principale. Scoperto nel 2005, presenta un'orbita caratterizzata da un semiasse maggiore pari a 2,7661033 UA e da un'eccentricità di 0,1902173, inclinata di 7,02496° rispetto all'eclittica.
L'asteroide è dedicato a Paola Diomede, moglie dello scopritore.